# Gènere fluid
S'entén que un individu és de gènere fluid quan no s'identifica amb una sola identitat de gènere, sinó que oscil·la entre vàries. (Com s'explica més avall, cal diferenciar entre sexe i gènere). En general es presenta com un canvi entre el sexe masculí i el femení o neutre, tot i que pot englobar altres gèneres i fins i tot identificar-se amb més d'un gènere alhora. Les persones que es caracteritzen per ser de gènere fluid poden canviar d'identitat amb freqüència, depenent de les circumstàncies.  
Existeixen especialistes que han desenvolupat hipòtesis diverses respecte als diferents tipus de gènere, com ara els neuròlegs Vilayanur S Ramachandran i Laura K Case, que han fet un estudi on determinen que la variació d'identitat que presenten els subjectes de gènere fluid es deuen a canvis en certes zones del cervell.
Robert Stoller, psiquiatra i professor en psiquiatria de la UCLA, va fer l’any 1964 un estudi amb persones que no se sentien identificades amb el sexe amb el que havien nascut. El seu estudi va concloure amb la suposició que el que realment influeix en la identitat sexual d’una persona no és el seu sexe biològic, sinó que influeixen altres factors com el pes, els costums, l'experiència personal, les assignacions socioculturals donades als homes i les dones, etc. Un cop fet aquest estudi, va proposar la diferència entre sexe i gènere, definint així el sexe com als trets fisiològics i biològics i el gènere a la construcció social d’aquestes diferències sexuals.
L'any 2007 es va acceptar per primer cop el terme de gènere fluid en un diccionari, a l'Urban Dictionary, on l'entrada està categoritzada com "Genderfluid", que és la denominació habitual actualment en anglès. Al diccionari LGBT del Termcat, s'hi va afegir amb posterioritat també una breu definició amb l'entrada "De gènere fluid".
Les xarxes socials han contribuït al fet que el terme gènere fluid sigui cada dia més reconegut entre la societat, com és el cas de Tinder que actualment reconeix 27 identitats de gènere diferents. També, moltes personalitats del món artístic han assumit ser part del gènere fluid com per exemple la model, actriu i presentadora de televisió australiana Ruby Rose qui manifesta no pertànyer a cap dels dos espectres binaris i diu no sentir-se realment com una dona sinó que la seva identitat varia entre el sexe masculí i femení.

## Definició
Una persona amb Gènere Fluid  té una gama més flexible i més àmplia de l'expressió de gènere, amb comportaments i interessos que poden canviar fins i tot dia a dia. En altres paraules, es poden identificar i sentir-se dona uns dies i home l'endemà, o possiblement es poden identificar amb els dos, amb cap, etc.
Això no significa que vulguin canviar de sexe biològic, es refereix a les seves formes de comportar-se segons les circumstàncies, desitjos personals, gustos i comportaments. Tampoc té a veure amb les seves pràctiques sexuals, sinó al fet de sentir-se d’una manera o d'una altra, de més d’un gènere a la vegada o de cap segons el que desitgen o senten en un determinat moment. Per tant, és el sentiment o fluïdesa de la seva identitat sexual; el sentiment de diferents gèneres segons el pas del temps o el canvi de les situacions.
Així doncs, el gènere fluid no es defineix per la seva orientació sexual o per la presència de certs trets sexuals, sinó que aquestes persones decideixen no pertànyer a cap sexe binari (home o dona) perquè no estan estrictament lligats a un nombre concret de gèneres. 

## Sexualitat
La sexualitat és un aspecte de l'ésser humà que està present al llarg de tota la vida. És influïda per la interacció de diferents factors com els biològics o psicològics i té en compte el sexe, les identitats i l'orientació sexual entre d'altres. La sexualitat se sent i s'expressa a través de pensaments, actituds, valors, rols, desitjos, fantasies, creences, comportaments, pràctiques i relacions, tot i que no sempre s'expressaran o s'experimentaran tots. La sexualitat és la forma en la que se sent una persona segons la seva condició sexual. És la seva manera peculiar de sentir-se d'un gènere o d'un altre i com se sent respecte les altres persones.

## Diferència entre orientació sexual i identitat sexual
L'orientació sexual fa referència als sentiments d'amor i al desig de compartir la nostra sexualitat amb altres persones. Les 10 principals orientacions sexuals que trobem són les següents: antrosexualitat, asexualitat, autosexualitat, bisexualitat, demisexualitat, heterosexualitat, homosexualitat, lithsexualitat, pansexualitat i polisexualitat. En canvi, la identitat sexual és la concepció que un individu té sobre ell mateix, sobre el seu cos i els trets físics que reflecteix la manera com es veu una persona a ella mateixa des d'un punt de vista sexual. Aquesta percepció pot o no correspondre amb el sexe determinat en nàixer. Per tant, el terme gènere fluid fa referència a la identitat sexual d'una persona i no a l'orientació sexual.
Tant l'orientació sexual com la identitat sexual poden anar canviant al llarg de la vida d'una persona i poden alinear-se o no entre elles. També poden incorporar altres trets com els ètnics, morals o religiosos creant així, una identitat més àmplia i desenvolupar una identitat multidimensional.

## Altres tipus d'identitats sexuals
Podem diferenciar els tipus d'identitats sexuals en dos gèneres segons si les persones s'identifiquen amb els gèneres estrictament marcats als genitals amb els que han nascut (cisgènere) o si per altra banda, es defineixen segons els seus sentiments independentment de que els seus genitals siguin d'un gènere o d'un altre. Algunes de les identitats que existeixen són les següents:

### Cisgènere
- Dona cis: persona del sexe femení que s'identifica amb el sexe amb el qual ha nascut.[18][19]
- Home cis: persona del sexe masculí que s'identifica amb el sexe amb el qual ha nascut.[20][19]

### Trans*
- Agènere: persona que no s'identifica amb cap gènere específic.[21]
- Bigènere: persona que s'identifica amb dos gèneres.[22]
- Demigènere: persona que s'identifica parcialment amb un gènere determinat.[23]
- Gènere neutre: persona de gènere indefinit o no marcat.[24]
- Pangènere: persona que se sent part de tots els gèneres.[25]
- Poligènere: persona que s'identifica amb dos o més gèneres.[23]
- Transgènere: persona que no s'identifica amb el gènere que li va ser assignat en néixer segons les seves característiques biològiques, sigui perquè se sent del gènere contrari o bé perquè la seva identitat no s'ajusta a les categories de gènere tradicionalment establertes.[26]
- Transsexual: persona transgènere que s'identifica amb el gènere contrari a aquell que li va ser assignat en néixer segons les seves característiques biològiques i que ha realitzat una operació de canvi de sexe.[27]

## Perspectiva mèdica
Donat que antigament relacionaven el gènere fluid amb la transsexualitat, els psicòlegs de l'època els consideraven malalts mentals i la solució més ràpida era tancar-los en manicomis, o si posaven resistència, els empresonaven aplicant-los-hi la mateixa llei que a qualsevol lladre. Només va haver-hi un neuròleg que va desenvolupar una hipòtesi per entendre més en profunditat el concepte de "gènere fluid" individualment a banda de la transsexualitat: Vilayanur Ramachandran. En aquesta hipòtesi, Ramachandran afirmava que la variació d'identitat d'una persona era deguda a canvis en certes zones del cervell. Tot i així, Ramachandran mai va aconseguir comprovar les seves teories.

## Reconeixement legal
Actualment a l'estat espanyol no es reconeix cap tipus d'identitat de gènere que no sigui el de dona o home. Des del moment que naixem ens categoritzen dins d'aquestes identitats a través de la inscripció de naixement on s'ha de marcar la casella de nen o nena. Tot i així, des de l'any 2007 amb la llei 3/2007 de 15 de març, les persones que s'identifiquen amb el gènere contrari amb el qual estan inscrits al registre civil poden sol·licitar el canvi de gènere i de nom dins d'aquest registre sempre que puguin acreditar que estan diagnosticats a través d'un informe mèdic o psicològic clínic com a persones amb disfòria de gènere i ja hagin realitzat un tractament de canvi de gènere durant com a mínim dos anys. També, pel que fa al nom propi escollit, aquest no ha de resultar discordant amb el sexe reclamat.
A partir de l'1 de gener del 2019, la ciutat de Nova York es va convertir oficialment en el lloc més recent en què els seus ciutadans poden identificar-se amb una identitat de gènere que no sigui gènere no binari. Aquest canvi, reemplaça la llei anterior amb la qual les persones havien de presentar documentació aprovada per un metge abans de canviar el seu gènere assignat en néixer.
Nova York s'uneix a països com Canadà, Austràlia, Dinamarca, Alemanya, Malta, Nova Zelanda i el Pakistan, els quals tenen una categoria de gènere X en tota la documentació incloent passaports, mentre que l'Uruguai, Índia, Irlanda i el Nepal ofereixen diverses opcions per a persones que vulguin identificar-se amb un tercer gènere. Aquest gènere X és un terme que s'utilitza per abastar un gènere que no és només masculí o femení, i que inclou, però no limita, a persones que es defineixen com intersexuals, sense gènere, bigènere, demigènere, de gènere fluid, genderqueer, no binàries, pangènere, del tercer sexe o altres.

## Discriminacions
Existeixen principalment dos tipus de discriminacions que poden patir les persones de gènere fluid que són les discriminacions objectives i les discriminacions legals. Les discriminacions objectives tenen a veure amb les característiques físiques i biològiques de la persona. Actualment, hi ha moltes persones que no entenen que una persona pugui sentir com a pròpies diferents identitats de gènere en diferents èpoques de la seva vida.
Les discriminacions legals són aquelles basades en documentació personal. Tot i que ja algunes persones transsexuals poden canviar la seva identitat de masculí a femení i viceversa en quasi tots els documents legals i poden ser reconeguts com a transsexuals, les persones de gènere fluid encara han d'escollir un dels dos sexes obligatòriament sense tenir clara la decisió. Jamie Shupe va ser una de les primeres i úniques persones al món que va aconseguir reconèixer la seva identitat de genere com a "no binari" a efectes legals.

## Repercussió de les xarxes socials
El concepte de gènere fluid i les diferents identitats de gènere han tingut un gran impacte en les xarxes socials. Per exemple, fins fa poc, els usuaris de Facebook que volien definir la seva identitat, tan sols podien triar entre les opcions "home" i "dona". Finalment, la xarxa social va decidir donar fi a aquesta limitació anunciant la inclusió de més de 50 opcions diferents en el apartat "sexe". A més de la variada oferta d'identitats de gènere, Facebook, també permet triar la forma en què l'usuari vol que els altres els tracten, ja sigui com "ell", "ella" o "ells". Això sí, de moment, aquest ventall d'opcions tan sols està disponible a la versió en anglès de la pàgina dels Estats Units.
Experts com l'espanyol Gabriel J. Martín, expert en psicologia de l'orientació sexual de l'Institut d'Estudis de Sexualitat i Parella (IESP) de Barcelona, destaca l'important que és poder triar com presentar-se als altres i sentir-se còmodes amb aquesta identificació. "La societat és molt diversa i si et donen només dues possibilitats possiblement es queden curtes", va dir a la BBC. En aquest sentit, destaca l'avantatge que hi hagi diverses opcions per a expressar les diferents identitats a una pàgina com Facebook, ja que segons diu, de vegades hi ha persones que no s'atreveixen a verbalitzar la seva identitat obertament però sí que ho expressen a través de les xarxes socials. Tot i això, destaca que "no és que l'home tingui 50 tipus d'identitat sexual, sinó que les opcions donades per Facebook també inclouen actituds cap a la classificació de gènere, així com les diferents combinacions existents".
Altres plataformes com Tumblr, Instagram i Twitter també han permès que aquesta identitat de gènere es pugui expressar en les xarxes socials, ja que els usuaris poden parlar dels seus canvis de gènere penjant fotografies dels seus cossos i poden explicar els seus sentiments o escriure les seves pròpies reflexions sobre el que estan vivint.

## Personatges famosos

### Asia Kate Dillon
Asia Kate Dillon és una persona que es dedica a l'espectacle i va interpretar el primer personatge no binari en una sèrie de televisió, concretament en la sèrie Billions, i ella mateixa es defineix com de gènere fluid segons les seves declaracions l'any 2017 al Huffington Post on deia el següent "Dic de gènere fluid perquè experimento la meva identitat de gènere com alguna cosa fluida, perquè està dins d'un espectre... Sentir-me ambigua respecte a la meva identitat de gènere ha sigut una cosa que he sentit durant molt temps, certament. Fa un parell d'anys vaig començar a treure els pronoms de gènere de les meves biografies i així, substituint-les pel meu nom. Va ser l'inici de realment comprendre que jo tenia control autònom sobre la meva identitat".

### Cara Delevingne
Cara Delevingne és una Top-model, escriptora i actriu britànica que s'ha declarat com a persona de gènere fluid en els últims anys amb les seves declaracions en diferents entrevistes. Algunes de les respostes que ha donat als periodistes són "entenc que tinc l'energia masculina i femenina" l'any 2018 a la revista Elle i "quan em vaig adonar que el gènere és molt més fluid que 'masculí' o 'femení' va ser un moment molt important per a mi" també l'any 2018 a la revista Vogue.

### Richard O'Brien
Richard O'Brien, escriptor de l'hit musical The Rocky Horror Show, es va avergonyir del seu propi desig de ser més femení. "Jo tenia sis anys i vaig dir-li al meu germà gran que volia ser la princesa de les fades. L'aspecte del menyspreu de la seva cara em va fer baixar les persianes. Sabia que no havia de dir mai més això en veu alta."
Durant 50 anys, O'Brien va reprimir el sentiment. Però "no podeu posar la tapa a les coses i fingir que no existeixen, crec que probablement estaria al voltant d'un 70% de sexe masculí i un 30% de sexe femení", diu. Així que fa una dècada, va començar a prendre l'hormona femenina estrogen, i està content amb els resultats. "Em treu la vora del costat masculí, guiat per la testosterona i m'agrada molt. Crec que m'he convertit en una persona més agradable d'alguna manera."

### Ruby Rose
Ruby Rose és una model, DJ, artista d'enregistrament, actriu, presentadora de televisió i ex-VJ de MTV australiana que s'identifica com una persona de gènere fluid. Als 15 anys va començar a canviar la seva imatge i així va ser com es va donar compte que no necessitava un canvi de sexe, sinó estar més còmoda en ella mateixa.
"Va ser així com vaig decidir canviar la forma en què em vestia i parlava i em vaig adonar que en realitat no necessitava una transició, només volia estar més còmoda en la meva pròpia pell" va afegir. Per tant, Gènere Fluid és el concepte que ha triat Ruby Rose para definir el seu gènere, per la qual cosa es pot sentir home, dona o cap dels dos gèneres en diferents etapes de la seva vida sense cap problema.

### David Bowie
David Robert Jones, més conegut com a David Bowie, va ser un exitós músic i compositor britànic de pop i rock, a la mateixa vegada que actor i productor discográfic. Als anys 70, Bowie va tenir molt d'èxit per ser innovador i voler trencar amb les normes socials ja establertes. El 22 de gener de 1972, Bowie va parlar en una entrevista amb Melody Maker sobre la seva bisexualitat, tot i que deu anys després, al 1983, en una altra entrevista per a la revista Rolling Stone, va dir que fer aquesta declaració pública va ser "el major error de la seva vida" per totes les critiques que va rebre.
Aquestes declaracions van coincidir amb la seva performance artística, en la que Bowie volia mostrar una complexa multiplicitat corporal, on el seu "jo" inicial és consumit per una serie d'alter-egos de la seva pròpia creació. En aquest moment va crear un dels personatges pel qual guanyaria encara més fama:"Ziggy Stardust". Aquest, segons Bowie, era una criatura del període glam que qüestionava tots els estàndards normatius, fins i tot les identitats de genere, i s'autodenominava "missatger intergalàctic al servei dels més joves".

### Tilda Swinton
Tilda Swinton és una actriu i model britànica que en diverses entrevistes ha mencionat el fet que no s'identifica només amb un gènere, sinó que és de gènere fluid. Una de les frases que va dir per mencionar-ho va ser "jo diria que, igual que amb qualsevol possibilitat de transformació, també podem jugar amb el gènere. La meva idea d'identitat és que no estic segura de què realment existeixi... No sé si podria dir que algun cop realment vaig ser una nena. Vaig ser una espècie de nen durant un llarg temps. No ho sé, qui sap? Canvia" l'any 2009 a l'entrevistadora Vera von Kreutzbruck.